# 久野隆作
久野 隆作（くの りゅうさく、1936年（昭和11年）8月17日 - 2010年（平成22年）6月22日）は、日本の政治家。神奈川県三浦市長（4期）。

## 来歴
神奈川県出身。1959年、慶應義塾大学法学部卒。1963年、三浦市議会議員に初当選。4期務め、1985年、三浦市長に初当選する。1989年と1993年は無投票当選。1997年の市長選挙では元市議の小林一也らを破って4選。2001年に引退した。2007年春の叙勲で旭日中綬章受章。
2010年6月22日、クモ膜下出血のため神奈川県横須賀市の横須賀市立うわまち病院で死去、73歳。死没日をもって従四位に叙される。